# Ејбак
Из ел Дин Ејбак (умро 1257) био је први мамелучки султан Египта из Бахри династије.

## Биографија
Ејбак је био бивши монголски роб. У службу султана Ејуба дошао је почетком четрдесетих година 13. века. Однео је велику победу над хришћанима код Форбије након чега муслимани без борбе улазе у Јерусалим кога су крсташи освојили у Шестом походу. Пад Јерусалима изазива покретање Седмог крсташког рата под вођством Луја IX Светог. Након победе код Дамијете, крсташи покрећу поход на Мансуру. Њиме је владала Ејубова удовица, Шајар ал Дур у одсуству сина Тураншаха. Крсташки напад кога је предводио Роберт I од Артоа завршен је великим неуспехом. Муслимане је предводио Ејбак. У бици је погинуо и сам Роберт.
Потом се Ејбак учврстио у Мансураху и успео да га одбрани од Лујевих напада.
Велике победе над крсташима навеле су Ејбака да од Тураншаха тражи већи удео у власти. Када је Тураншах то одбио, Ејбак извршава државни удар уз помоћ Тураншахове маћехе Шајар ал Дур и збацује Тураншаха са власти. На власт је постављен малолетни Ал-Ашраф Муса кога је Ејбак контролисао. Оженивши се Шајар ал Дур, Ејбак постаје египатски султан. Владао је од 1250. до 1257. године. Након жестоке свађе са Шајар, Ејбака су убиле њене слушкиње на купалишту након лоптања. Наследио га је син Нур ад Дин Али уместо кога је владао намесник Кунтуз.